# Salix alba
Espèce
Classification APG III (2009)
Statut de conservation UICN

 LC  : Préoccupation mineure
Répartition géographique
Le Saule blanc, Saule commun, Saule argenté, Osier blanc, ou Saule Vivier (Salix alba L.), est une espèce de plantes à fleurs de la famille des Salicacées. C'est un arbre commun dans les régions tempérées qui est souvent cultivé en forme de « têtard » pour la production d'osier.

## Description

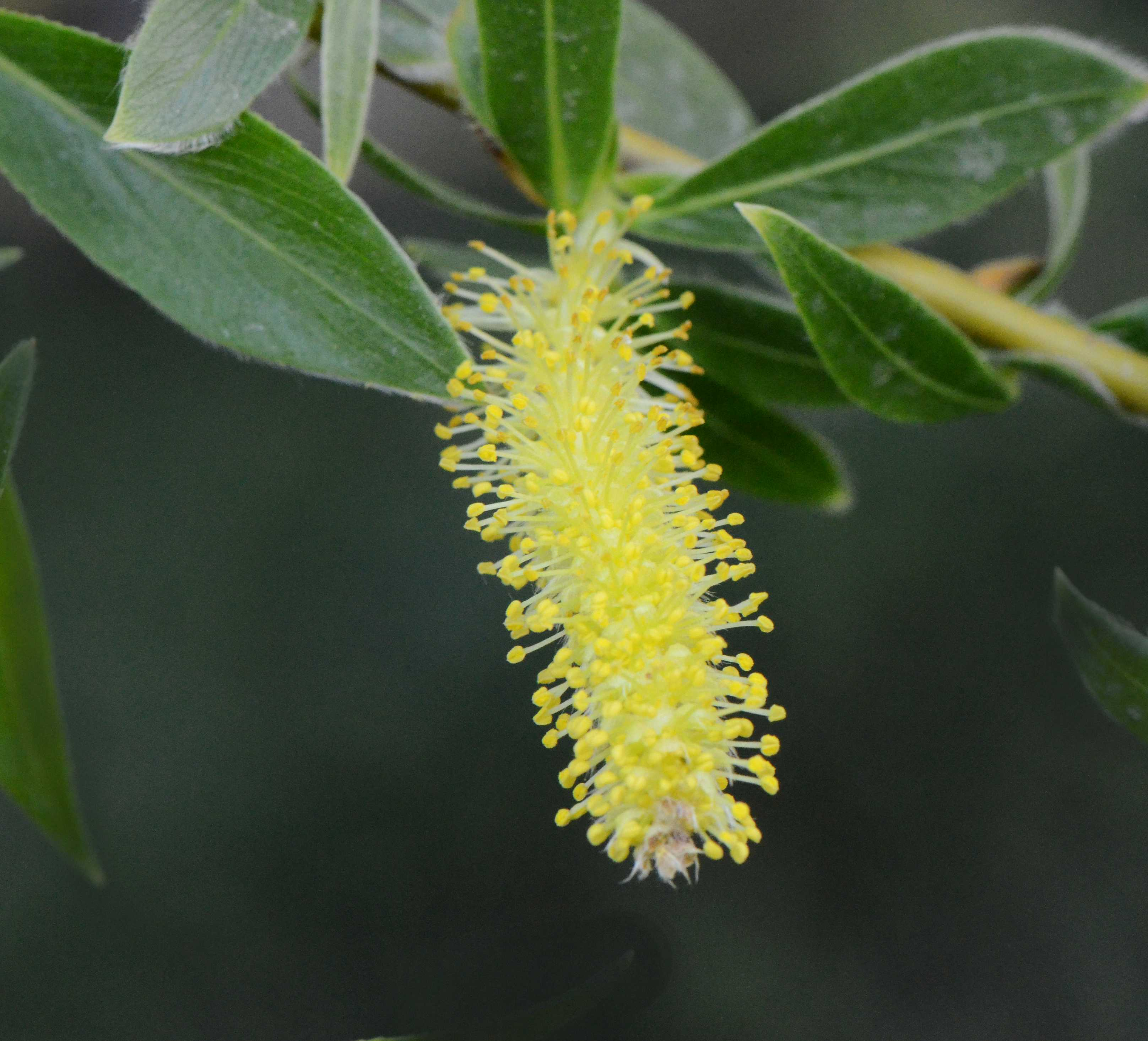
Fig. 2 S. alba subsp. vitellina, chaton mâle.

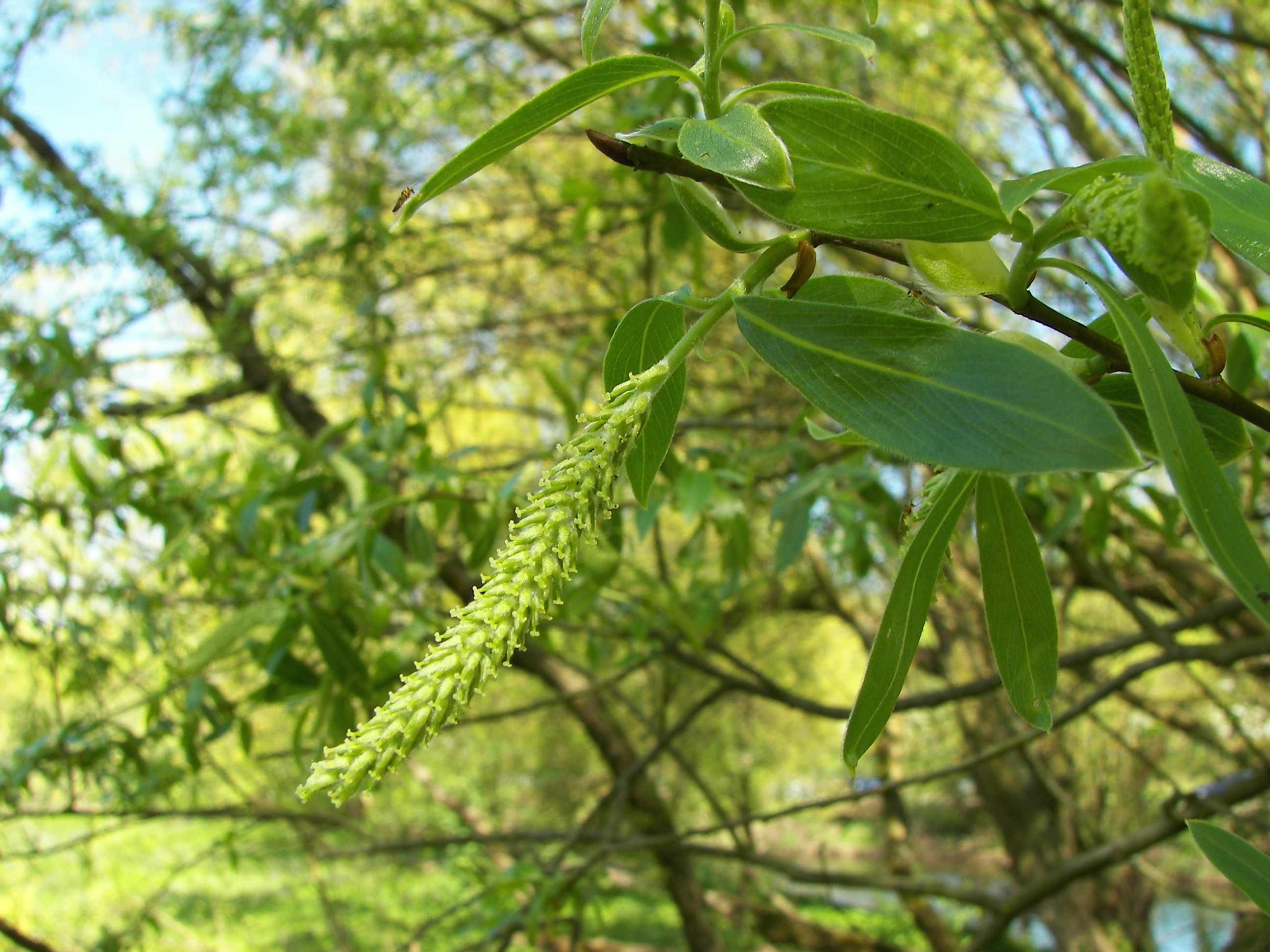
Fig. 3 Chaton femelle.

### Appareil végétatif
Le saule blanc est un grand arbre qui peut atteindre 25 m de haut. C'est une espèce pionnière, pouvant vivre une centaine d'années. Le tronc est droit et le houppier dressé, sauf quand l'arbre est étêté et taillé en têtard. Les jeunes rameaux sont d'un vert ou gris vert très pâle.
Les feuilles, alternes, caduques, de 5 à 12 cm de long, sont entières, lancéolées, étroites, très finement dentées, effilées. La teinte argentée présente sur les deux faces de la feuille est due à de fines soies courtes, surtout présentes sur la face inférieure.

### Appareil reproducteur
Les sexes sont séparés (plante dioïque), les individus présentent des chatons soit mâles (fig. 2), soit femelles (fig. 3). Les fleurs mâles ou femelles sont précédées d'un nectaire correspondant au périanthe, et protégées par une bractée. Les fleurs mâles comprennent deux étamines, les fleurs femelles ont un seul ovaire uniloculaire à deux carpelles. Les fruits sont des capsules allongées, glabres (fig. 3), uniloculaires, s'ouvrant grâce à deux valves. Elles contiennent de nombreuses graines portant des poils soyeux.

## Distribution

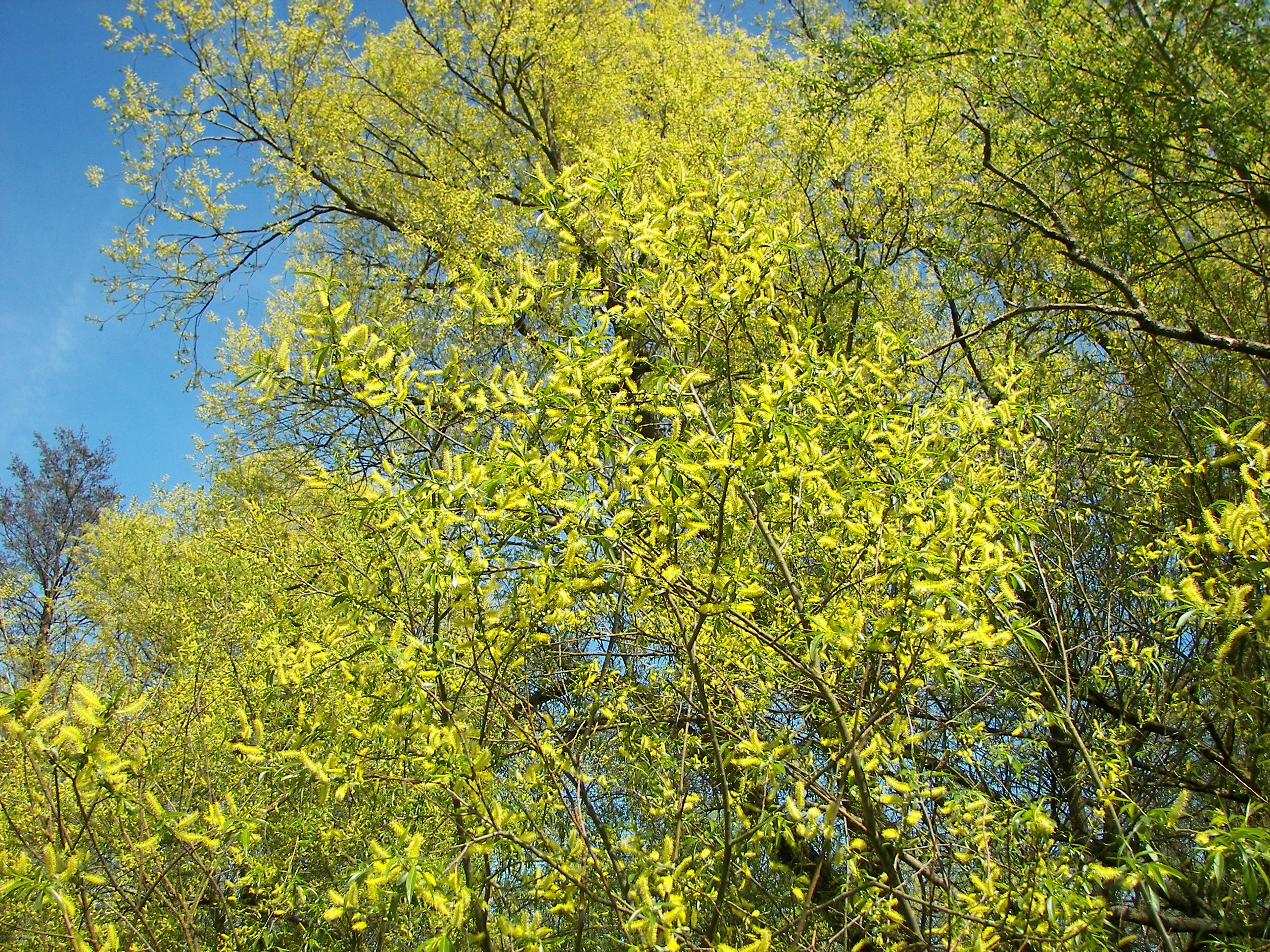
Fig. 4 Saule blanc.

L'espèce est originaire des régions tempérées et froides de l'hémisphère nord :
- Afrique du Nord,
- Asie : Moyen-Orient depuis la Turquie et Chypre jusqu'à l'Iran, région du Caucase, Asie centrale (Kazakhstan, Kirghizistan, Tadjikistan, Turkménistan, Ouzbékistan), Sibérie occidentale),
- Extrême-Orient : Chine (Gansu, Qinghai, Xinjiang, Xizang)
- Europe : de la France à la Russie et aux États baltes, ainsi que l'Europe méditerranéenne.

Naturalisé en Amérique du Nord, le saule blanc est partout commun en France.

## Habitats
Le saule blanc préfère les sols frais et humides, notamment les zones alluvionnaires dans les basses vallées.
« Les saulaies occupent les vides de la nature : bras morts, îles, remblais humides. En forêt, ils sont rares. Ils s'inclinent devant l'autorité ombreuse des vrais arbres de la forêt. ».

## Variétés
- Salix alba 'Aurea' : chatons vert-jaune, branche dorée à l'état juvénile. peu commun[2].
- Salix alba 'Britzensis', Osier rouge.
- Salix alba 'Argentera' ou 'Sericea', Saule argenté : feuillage soyeux, gris argenté sur les deux faces.
- Salix alba 'Tristis' : saule blanc pleureur, plus petit que le type.
- Salix alba subsp. vitellina (L.)  Schübl. & G. Martens, sous-espèce cultivée en oseraie pour ses rameaux longs, flexueux et grêles, jaune rougeâtre. Si on ne le « tétarise » pas, il devient un bel arbre dressé mais souple[2].
- Salix × chrysocoma, Saule pleureur à ne pas confondre avec Salix babylonica.
- Salix alba 'Coerulea' ou 'Calva', Saule bleu : feuilles vert gris, bleuté dessous, ne craint pas les sols inondés. Port largement conique sans axe dominant. Pousse jusqu'à 30 m dans les sols humides. Branches dressées intéressantes pour la production des tuteurs.
- Salix alba chermesina Cardinalis, Osier jaune : rameaux rouge orangé, brillants, particulièrement en hiver. Ils doivent être taillés tous les deux ans. Jusqu'à 28 m.

Le saule blanc S. alba s'hybride facilement avec S. fragilis pour donner S. × rubens Schrank.

## Utilisation
- Osier

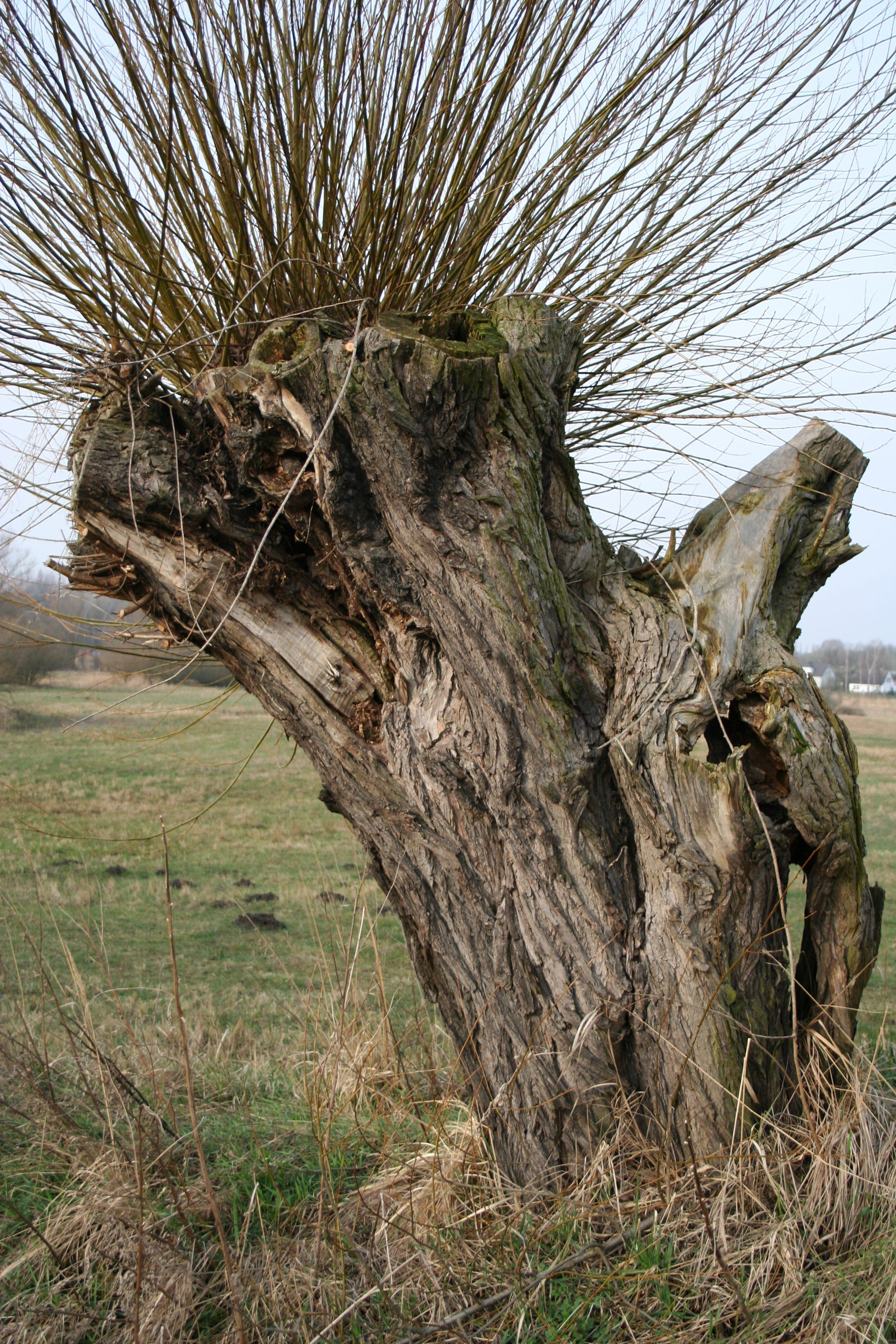
Fig. 5 Saule blanc « têtard », à l'écorce crevassée.

Le saule blanc est utilisé pour produire de l'osier. Il a pour cela longtemps été taillé en « têtard » afin de stimuler la production de jeunes rameaux souples. De nos jours, cette taille est plutôt motivée par des raisons de contrôle de la pousse des arbres. C'est également un arbre utilisé pour l'ornement des grandes villes, comme à Paris où la villa de la Saulaie prit son nom en raison des saules blancs qui y furent plantés.
- Bois

Le bois était autrefois utilisé en menuiserie, emballage, allumettes etc. Il fournit un bois de sculpture, pouvant se tailler nettement dans tous les sens. Le bois de saule brûle rapidement donnant « un coup de feu » apprécié des boulangers.
- Plante mellifère. Les chatons mâles sont porteurs de pollen apprécié des abeilles (et les apiculteurs), la floraison intervenant à une époque précoce, dépourvue de fleurs recherchées par ces insectes.
- Pharmaceutique : la salicyline (principe actif de l'aspirine) est extraite de son écorce. Ses vertus sont connues depuis l'Antiquité.